# Agrostis plumosa
Agrostis plumosa é uma espécie de gramínea do gênero Agrostis, pertencente à família Poaceae.